# 2011-es Tour de Pologne

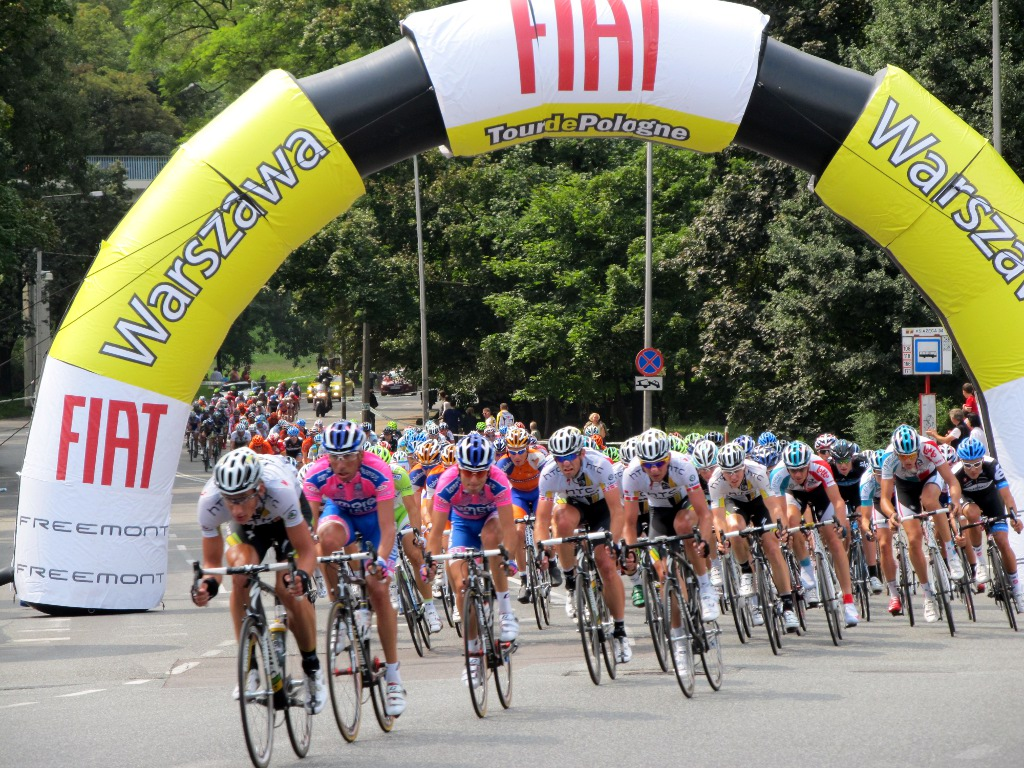
A 2011-es Tour de Pologne 1. szakasza Varsóban

A 2011-es Tour de Pologne a 68.-ként megrendezett Tour de Pologne kerékpáros körverseny. Július 31-én kezdődött Pruszkówban és augusztus 6-án fejeződött be Krakkóban. A 2011-es UCI World Tour 19. versenye.

## Menetrend
A teljes verseny helyszíne Lengyelország volt.
| Sorszám | Útvonal                                  | Hossz    | Dátum              | Győztes             |
| ------- | ---------------------------------------- | -------- | ------------------ | ------------------- |
| 1       | Pruszków–Varsó                           | 101,5 km | 2011. július 31.   | Marcel Kittel (GER) |
| 2       | Częstochowa–Dąbrowa Górnicza             | 162 km   | 2011. augusztus 1. | Marcel Kittel (GER) |
| 3       | Będzin–Katowice                          | 135,7 km | 2011. augusztus 2. | Marcel Kittel (GER) |
| 4       | Oświęcim–Cieszyn                         | 176,9 km | 2011. augusztus 3. | Peter Sagan (SVK)   |
| 5       | Zakopane–Zakopane                        | 201,5 km | 2011. augusztus 4. | Peter Sagan (SVK)   |
| 6       | Terma Bukowina Tatrz–Bukowina Tatrzańska | 207,7 km | 2011. augusztus 5. | Daniel Martin (IRL) |
| 7       | Krakkó–Krakkó                            | 128 km   | 2011. augusztus 6. | Marcel Kittel (GER) |

## Csapatok
Az UCI World Tour 18 csapatát automatikusan meghívták a 2011-es Tour de Pologne-ra.
| - Ag2r-La Mondiale - Astana - BMC Racing Team - Euskaltel-Euskadi - Team Garmin-Cervélo - HTC-Highroad | - Lampre-ISD - Team Leopard-Trek - Liquigas-Cannondale - Omega Pharma-Lotto - Quick Step - Rabobank | - Saxo Bank–Sungard - Team Katusha - Movistar Team - Team RadioShack - Sky Procycling - Vacansoleil-DCM |

4 csapatot szintén meghívtak szabadkártyával.
- CCC Polsat Polkowice
- De Rosa-Ceramica Flaminia
- Team Poland BGŻ
- Skil-Shimano

## Szakaszok

### 1. szakasz
2011. július 31. – Pruszków–Warsaw, 101,5 km
|    | Versenyző                | Csapat                    | Idő        |
| -- | ------------------------ | ------------------------- | ---------- |
| 1  | Marcel Kittel (GER)      | Skil-Shimano              | 2h 07' 26" |
| 2  | Alexander Kristoff (NOR) | BMC Racing Team           | a.i.       |
| 3  | Francesco Chicchi (ITA)  | Quick Step                | a.i.       |
| 4  | Heinrich Haussler (AUS)  | Team Garmin-Cervélo       | a.i.       |
| 5  | Michele Merlo (ITA)      | De Rosa-Ceramica Flaminia | a.i.       |
| 6  | Giacomo Nizzolo (ITA)    | Team Leopard-Trek         | a.i.       |
| 7  | Romain Feillu (FRA)      | Vacansoleil-DCM           | a.i.       |
| 8  | Luca Paolini (ITA)       | Team Katusha              | a.i.       |
| 9  | Juan José Haedo (ARG)    | Saxo Bank-Sungard         | a.i.       |
| 10 | Adam Blythe (GBR)        | Omega Pharma-Lotto        | a.i.       |

|    | Versenyző                | Csapat                    | Idő        |
| -- | ------------------------ | ------------------------- | ---------- |
| 1  | Marcel Kittel (GER)      | Skil-Shimano              | 2h 07' 16" |
| 2  | Alexander Kristoff (NOR) | BMC Racing Team           | + 4"       |
| 3  | Adrian Kurek (POL)       | Team Poland BGŻ           | + 5"       |
| 4  | Francesco Chicchi (ITA)  | Quick Step                | + 6"       |
| 5  | Fabio Piscopiello (ITA)  | De Rosa-Ceramica Flaminia | + 6"       |
| 6  | Pierre Cazaux (FRA)      | Euskaltel-Euskadi         | + 8"       |
| 7  | Carlos Oyarzún (CHI)     | Movistar Team             | + 9"       |
| 8  | Heinrich Haussler (AUS)  | Team Garmin-Cervélo       | + 10"      |
| 9  | Michele Merlo (ITA)      | De Rosa-Ceramica Flaminia | + 10"      |
| 10 | Giacomo Nizzolo (ITA)    | Team Leopard-Trek         | + 10"      |

### 2. szakasz
2011. augusztus 1. – Częstochowa–Dąbrowa Górnicza, 162 km
|    | Versenyző               | Csapat              | Idő        |
| -- | ----------------------- | ------------------- | ---------- |
| 1  | Marcel Kittel (GER)     | Skil-Shimano        | 3h 38' 35" |
| 2  | Heinrich Haussler (AUS) | Team Garmin-Cervélo | a.i.       |
| 3  | Graeme Brown (AUS)      | Rabobank            | a.i.       |
| 4  | Romain Feillu (FRA)     | Vacansoleil-DCM     | a.i.       |
| 5  | John Degenkolb (GER)    | HTC-Highroad        | a.i.       |
| 6  | Peter Sagan (SVK)       | Liquigas-Cannondale | a.i.       |
| 7  | Juan José Haedo (ARG)   | Saxo Bank-Sungard   | a.i.       |
| 8  | Leigh Howard (AUS)      | HTC-Highroad        | a.i.       |
| 9  | Adam Blythe (GBR)       | Omega Pharma-Lotto  | a.i.       |
| 10 | Francesco Chicchi (ITA) | Quick Step          | a.i.       |

|    | Versenyző                 | Csapat                    | Idő        |
| -- | ------------------------- | ------------------------- | ---------- |
| 1  | Marcel Kittel (GER)       | Skil-Shimano              | 5h 45' 41" |
| 2  | Adrian Kurek (POL)        | Team Poland BGŻ           | + 7"       |
| 3  | Heinrich Haussler (AUS)   | Team Garmin-Cervélo       | + 14"      |
| 4  | Alexander Kristoff (NOR)  | BMC Racing Team           | + 14"      |
| 5  | Bartłomiej Matysiak (POL) | CCC Polsat Polkowice      | + 15"      |
| 6  | Pierre Cazaux (FRA)       | Euskaltel-Euskadi         | + 15"      |
| 7  | Francesco Chicchi (ITA)   | Quick Step                | + 16"      |
| 8  | Graeme Brown (AUS)        | Rabobank                  | + 16"      |
| 9  | Fabio Piscopiello (ITA)   | De Rosa-Ceramica Flaminia | + 16"      |
| 10 | Paolo Bailetti (ITA)      | De Rosa-Ceramica Flaminia | + 18"      |

### 3. szakasz
2011 augusztus 2.– Będzin–Katowice, 135,7 km
|    | Versenyző                  | Csapat              | Idő        |
| -- | -------------------------- | ------------------- | ---------- |
| 1  | Marcel Kittel (GER)        | Skil-Shimano        | 3h 09' 29" |
| 2  | Romain Feillu (FRA)        | Vacansoleil-DCM     | a.i.       |
| 3  | Jonas Aaen Jørgensen (DEN) | # Saxo Bank-Sungard | a.i.       |
| 4  | Giacomo Nizzolo (ITA)      | Team Leopard-Trek   | a.i.       |
| 5  | Adam Blythe (GBR)          | Omega Pharma-Lotto  | a.i.       |
| 6  | Alexander Kristoff (NOR)   | BMC Racing Team     | a.i.       |
| 7  | Tom Boonen (BEL)           | Quick Step          | a.i.       |
| 8  | Marco Marcato (ITA)        | Vacansoleil-DCM     | a.i.       |
| 9  | John Degenkolb (GER)       | HTC-Highroad        | a.i.       |
| 10 | Michael Matthews (AUS)     | Rabobank            | a.i.       |

|    | Versenyző                  | Csapat                    | Idő        |
| -- | -------------------------- | ------------------------- | ---------- |
| 1  | Marcel Kittel (GER)        | Skil-Shimano              | 8h 55' 00" |
| 2  | Adrian Kurek (POL)         | Team Poland BGŻ           | + 17"      |
| 3  | Gianluca Maggiore (ITA)    | De Rosa-Ceramica Flaminia | + 22"      |
| 4  | Romain Feillu (FRA)        | Vacansoleil-DCM           | + 24"      |
| 5  | Heinrich Haussler (AUS)    | Team Garmin-Cervélo       | + 24"      |
| 6  | Alexander Kristoff (NOR)   | BMC Racing Team           | + 24"      |
| 7  | Bartłomiej Matysiak (POL)  | CCC Polsat Polkowice      | + 25"      |
| 8  | Francesco Chicchi (ITA)    | Quick Step                | + 26"      |
| 9  | Jonas Aaen Jørgensen (DEN) | Saxo Bank-Sungard         | + 26"      |
| 10 | Fabio Piscopiello (ITA)    | De Rosa-Ceramica Flaminia | + 26"      |

### 4. szakasz
2011. augusztus 3.– Oświęcim–Cieszyn, 176,9 km
|    | Rider                        | Team                | Time       |
| -- | ---------------------------- | ------------------- | ---------- |
| 1  | Peter Sagan (SVK)            | Liquigas-Cannondale | 4h 21' 15" |
| 2  | Daniel Martin (IRL)          | Team Garmin-Cervélo | + 3"       |
| 3  | Marco Marcato (ITA)          | Vacansoleil-DCM     | + 3"       |
| 4  | Paul Martens (GER)           | Rabobank            | + 3"       |
| 5  | Fabian Wegmann (GER)         | Team Leopard-Trek   | + 3"       |
| 6  | Manuel Antonio Cardoso (POR) | Team RadioShack     | + 3"       |
| 7  | Jan Bakelants (BEL)          | Omega Pharma-Lotto  | + 3"       |
| 8  | Enrico Gasparotto (ITA)      | Astana              | + 3"       |
| 9  | Romain Feillu (FRA)          | Vacansoleil-DCM     | + 3"       |
| 10 | Sergey Lagutin (UZB)         | Vacansoleil-DCM     | + 3"       |

|    | Versenyző                    | Csapat               | Idő         |
| -- | ---------------------------- | -------------------- | ----------- |
| 1  | Peter Sagan (SVK)            | Liquigas-Cannondale  | 13h 16' 35" |
| 2  | Marco Marcato (ITA)          | Vacansoleil-DCM      | + 5"        |
| 3  | Romain Feillu (FRA)          | Vacansoleil-DCM      | + 7"        |
| 4  | Daniel Martin (IRL)          | Team Garmin-Cervélo  | + 7"        |
| 5  | Manuel Antonio Cardoso (POR) | Team RadioShack      | + 13"       |
| 6  | Tomasz Marczyński (POL)      | CCC Polsat Polkowice | + 13"       |
| 7  | Jan Bakelants (BEL)          | Omega Pharma-Lotto   | + 13"       |
| 8  | Fabian Wegmann (GER)         | Team Leopard-Trek    | + 13"       |
| 9  | Luca Paolini (ITA)           | Team Katusha         | + 13"       |
| 10 | Sergey Lagutin (UZB)         | Vacansoleil-DCM      | + 13"       |

### 5. szakasz
2011. augusztus 4. – Zakopane–Zakopane, 201,5 km
|    | Versenyző               | Csapat              | Idő        |
| -- | ----------------------- | ------------------- | ---------- |
| 1  | Peter Sagan (SVK)       | Liquigas-Cannondale | 4h 52' 26" |
| 2  | Michael Matthews (AUS)  | Rabobank            | a.i.       |
| 3  | Heinrich Haussler (AUS) | Team Garmin-Cervélo | a.i.       |
| 4  | Marco Marcato (ITA)     | Vacansoleil-DCM     | a.i.       |
| 5  | Peter Kennaugh (GBR)    | Sky Procycling      | a.i.       |
| 6  | Romain Feillu (FRA)     | Vacansoleil-DCM     | a.i.       |
| 7  | David Tanner (AUS)      | Saxo Bank-Sungard   | a.i.       |
| 8  | John Degenkolb (GER)    | HTC-Highroad        | a.i.       |
| 9  | Luca Paolini (ITA)      | Team Katusha        | a.i.       |
| 10 | Rinaldo Nocentini (ITA) | Ag2r-La Mondiale    | + 3"       |

|    | Versenyző               | Csapat               | Idő         |
| -- | ----------------------- | -------------------- | ----------- |
| 1  | Peter Sagan (SVK)       | Liquigas-Cannondale  | 18h 08' 51" |
| 2  | Marco Marcato (ITA)     | Vacansoleil-DCM      | + 15"       |
| 3  | Romain Feillu (FRA)     | Vacansoleil-DCM      | + 17"       |
| 4  | Daniel Martin (IRL)     | Team Garmin-Cervélo  | + 20"       |
| 5  | Luca Paolini (ITA)      | Team Katusha         | + 23"       |
| 6  | Peter Kennaugh (GBR)    | Sky Procycling       | + 23"       |
| 7  | Tomasz Marczyński (POL) | CCC Polsat Polkowice | + 26"       |
| 8  | Jan Bakelants (BEL)     | Omega Pharma-Lotto   | + 26"       |
| 9  | Fabian Wegmann (GER)    | Team Leopard-Trek    | + 26"       |
| 10 | Sergey Lagutin (UZB)    | Vacansoleil-DCM      | + 26"       |

### 6. szakasz
2011. augusztus 5. – Terma Bukowina Tatrz–Bukowina Tatrzańska, 207,7 km
|    | Versenyző                | Csapat              | Idő        |
| -- | ------------------------ | ------------------- | ---------- |
| 1  | Daniel Martin (IRL)      | Team Garmin-Cervélo | 5h 41' 05" |
| 2  | Wout Poels (NED)         | Vacansoleil-DCM     | + 1"       |
| 3  | Marco Marcato (ITA)      | Vacansoleil-DCM     | + 4"       |
| 4  | Przemysław Niemiec (POL) | Lampre-ISD          | + 4"       |
| 5  | Tiago Machado (POR)      | Team RadioShack     | + 6"       |
| 6  | Fredrik Kessiakoff (SWE) | Astana              | + 6"       |
| 7  | Peter Kennaugh (GBR)     | Sky Procycling      | + 6"       |
| 8  | Paweł Cieślik (POL)      | Team Poland BGŻ     | + 6"       |
| 9  | Giampaolo Caruso (ITA)   | Team Katusha        | + 6"       |
| 10 | Christophe Riblon (FRA)  | Ag2r-La Mondiale    | + 6"       |

|    | Versenyző               | Csapat               | Idő         |
| -- | ----------------------- | -------------------- | ----------- |
| 1  | Daniel Martin (IRL)     | Team Garmin-Cervélo  | 23h 50' 06" |
| 2  | Peter Sagan (SVK)       | Liquigas-Cannondale  | + 3"        |
| 3  | Marco Marcato (ITA)     | Vacansoleil-DCM      | + 3"        |
| 4  | Wout Poels (NED)        | Vacansoleil-DCM      | + 17"       |
| 5  | Peter Kennaugh (GBR)    | Sky Procycling       | + 19"       |
| 6  | Rinaldo Nocentini (ITA) | Ag2r-La Mondiale     | + 22"       |
| 7  | Bartosz Huzarski (POL)  | Team Poland BGŻ      | + 22"       |
| 8  | Christophe Riblon (FRA) | Ag2r-La Mondiale     | + 22"       |
| 9  | Steve Cummings (GBR)    | Sky Procycling       | + 22"       |
| 10 | Marek Rutkiewicz (POL)  | CCC Polsat Polkowice | + 26"       |

### 7. szakasz
2011. augusztus 6. – Kraków–Kraków, 128 km
|    | Versenyző                   | Csapat              | Idő        |
| -- | --------------------------- | ------------------- | ---------- |
| 1  | Marcel Kittel (GER)         | Skil-Shimano        | 2h 50' 00" |
| 2  | Peter Sagan (SVK)           | Liquigas-Cannondale | a.i.       |
| 3  | Leigh Howard (AUS)          | HTC-Highroad        | a.i.       |
| 4  | Heinrich Haussler (AUS)     | Team Garmin-Cervélo | a.i.       |
| 5  | Marco Marcato (ITA)         | Vacansoleil-DCM     | a.i.       |
| 6  | Lucas Sebastián Haedo (ARG) | Saxo Bank-Sungard   | a.i.       |
| 7  | Nikolay Trusov (RUS)        | Team Katusha        | a.i.       |
| 8  | Ian Stannard (GBR)          | Sky Procycling      | a.i.       |
| 9  | Jan Bakelants (BEL)         | Omega Pharma-Lotto  | a.i.       |
| 10 | Sergey Lagutin (UZB)        | Vacansoleil-DCM     | a.i.       |

|    | Versenyző               | Csapat               | Idő         |
| -- | ----------------------- | -------------------- | ----------- |
| 1  | Peter Sagan (SVK)       | Liquigas-Cannondale  | 26h 40' 01" |
| 2  | Daniel Martin (IRL)     | Team Garmin-Cervélo  | + 5"        |
| 3  | Marco Marcato (ITA)     | Vacansoleil-DCM      | + 7"        |
| 4  | Wout Poels (NED)        | Vacansoleil-DCM      | + 22"       |
| 5  | Peter Kennaugh (GBR)    | Sky Procycling       | + 24"       |
| 6  | Rinaldo Nocentini (ITA) | Ag2r-La Mondiale     | + 27"       |
| 7  | Bartosz Huzarski (POL)  | Team Poland BGŻ      | + 27"       |
| 8  | Christophe Riblon (FRA) | Ag2r-La Mondiale     | + 27"       |
| 9  | Steve Cummings (GBR)    | Sky Procycling       | + 27"       |
| 10 | Marek Rutkiewicz (POL)  | CCC Polsat Polkowice | + 31"       |

## Összegzés
| Szakasz     | Győztes       | Összesített verseny Żółta koszulka | Hegyi pontverseny Klasyfikacja górska | Részhajrá-pontverseny Klasyfikacja najaktywniejszych | Pontverseny Klasyfikacja punktowa | Csapatverseny   |
| ----------- | ------------- | ---------------------------------- | ------------------------------------- | ---------------------------------------------------- | --------------------------------- | --------------- |
| 1           | Marcel Kittel | Marcel Kittel                      | Michał Gołaś                          | Adrian Kurek                                         | Marcel Kittel                     | Quick Step      |
| 2           | Marcel Kittel | Marcel Kittel                      | Bartłomiej Matysiak                   | Adrian Kurek                                         | Marcel Kittel                     | Quick Step      |
| 3           | Marcel Kittel | Marcel Kittel                      | Bartłomiej Matysiak                   | Adrian Kurek                                         | Marcel Kittel                     | Quick Step      |
| 4           | Peter Sagan   | Peter Sagan                        | Bartłomiej Matysiak                   | Adrian Kurek                                         | Romain Feillu                     | Vacansoleil-DCM |
| 5           | Peter Sagan   | Peter Sagan                        | Ruslan Pidgornyy                      | Adrian Kurek                                         | Romain Feillu                     | Vacansoleil-DCM |
| 6           | Daniel Martin | Daniel Martin                      | Michał Gołaś                          | Adrian Kurek                                         | Peter Sagan                       | Vacansoleil-DCM |
| 7           | Marcel Kittel | Peter Sagan                        | Michał Gołaś                          | Adrian Kurek                                         | Peter Sagan                       | Vacansoleil-DCM |
| Végeredmény | Végeredmény   | Peter Sagan                        | Michał Gołaś                          | Adrian Kurek                                         | Peter Sagan                       | Vacansoleil-DCM |

## Végeredmény
Összesített végeredmény
|    | Versenyző               | Csapat               | Idő         |
| -- | ----------------------- | -------------------- | ----------- |
| 1  | Peter Sagan (SVK)       | Liquigas-Cannondale  | 26h 40' 01" |
| 2  | Daniel Martin (IRL)     | Team Garmin-Cervélo  | + 5"        |
| 3  | Marco Marcato (ITA)     | Vacansoleil-DCM      | + 7"        |
| 4  | Wout Poels (NED)        | Vacansoleil-DCM      | + 22"       |
| 5  | Peter Kennaugh (GBR)    | Sky Procycling       | + 24"       |
| 6  | Rinaldo Nocentini (ITA) | Ag2r-La Mondiale     | + 27"       |
| 7  | Bartosz Huzarski (POL)  | Team Poland BGŻ      | + 27"       |
| 8  | Christophe Riblon (FRA) | Ag2r-La Mondiale     | + 27"       |
| 9  | Steve Cummings (GBR)    | Sky Procycling       | + 27"       |
| 10 | Marek Rutkiewicz (POL)  | CCC Polsat Polkowice | + 31"       |

Pontverseny végeredménye
|    | Versenyző               | Csapat              | Pontszám |
| -- | ----------------------- | ------------------- | -------- |
| 1  | Peter Sagan (SVK)       | Liquigas-Cannondale | 99       |
| 2  | Marco Marcato (ITA)     | Vacansoleil-DCM     | 89       |
| 3  | Marcel Kittel (GER)     | Skil-Shimano        | 80       |
| 4  | Romain Feillu (NED)     | Vacansoleil-DCM     | 77       |
| 5  | Heinrich Haussler (AUS) | Team Garmin-Cervélo | 75       |
| 6  | Jan Bakelandts (BEL)    | Omega Pharma-Lotto  | 44       |
| 7  | Giacomo Nizzolo (ITA)   | Team Leopard-Trek   | 43       |
| 8  | John Degenkolb (GER)    | HTC-Highroad        | 41       |
| 9  | Peter Kennaugh (GBR)    | Sky Procycling      | 40       |
| 10 | Luca Paolini (ITA)      | Team Katusha        | 40       |

Hegyi pontverseny végeredménye
|    | Versenyző                              | Csapat                    | Pontszám |
| -- | -------------------------------------- | ------------------------- | -------- |
| 1  | Michał Gołaś (POL)                     | Vacansoleil-DCM           | 85       |
| 2  | Francisco Javier Vila Errandonea (ESP) | De Rosa-Ceramica Flaminia | 47       |
| 3  | Ruslan Pidgornyy (UKR)                 | Vacansoleil-DCM           | 45       |
| 4  | Jacek Morajko (POL)                    | CCC Polsat Polkowice      | 36       |
| 5  | Bartłomiej Matysiak (POL)              | CCC Polsat Polkowice      | 33       |
| 6  | Mateusz Taciak (POL)                   | CCC Polsat Polkowice      | 28       |
| 7  | Thomas Rohregger (AUT)                 | Team Leopard-Trek         | 27       |
| 8  | Daniel Martin (IRL)                    | Team Garmin-Cervélo       | 20       |
| 9  | Oscar Pujol (ESP)                      | Omega Pharma-Lotto        | 20       |
| 10 | Federico Rocchetti (ITA)               | De Rosa-Ceramica Flaminia | 19       |

Sprinthajrák pontversenyének végeredménye
|    | Versenyző                 | Csapat                    | Pontszám |
| -- | ------------------------- | ------------------------- | -------- |
| 1  | Adrian Kurek (POL)        | Team Poland BGŻ           | 13       |
| 2  | Gianluca Maggiore (ITA)   | De Rosa-Ceramica Flaminia | 10       |
| 3  | Marco Marcato (ITA)       | Vacansoleil-DCM           | 8        |
| 4  | Arkimedes Argueles (RUS)  | Team Katusha              | 6        |
| 5  | Bartłomiej Matysiak (POL) | CCC Polsat Polkowice      | 5        |
| 6  | Pierre Cazaux (FRA)       | Euskaltel-Euskadi         | 5        |
| 7  | Fabio Piscopiello (ITA)   | De Rosa-Ceramica Flaminia | 4        |
| 8  | Peter Sagan (SVK)         | Liquigas-Cannondale       | 3        |
| 9  | Marek Rutkiewicz (POL)    | CCC Polsat Polkowice      | 3        |
| 10 | Alexandre Pliuschin (MDA) | Team Katusha              | 3        |

Csapatverseny
|    | Csapat               | Idő         |
| -- | -------------------- | ----------- |
| 1  | Vacansoleil-DCM      | 80h 01' 23" |
| 2  | Sky Procycling       | + 12"       |
| 3  | Ag2r-La Mondiale     | + 2' 31"    |
| 4  | CCC Polsat Polkowice | + 4' 34"    |
| 5  | Team Leopard-Trek    | + 4' 44"    |
| 6  | Rabobank             | + 7' 43"    |
| 7  | Team RadioShack      | + 8' 05"    |
| 8  | Liquigas-Cannondale  | + 9' 11"    |
| 9  | Astana               | + 10' 28"   |
| 10 | Quick Step           | + 10' 46"   |